# Законопроект
Законопроектът е проектотекст на закон (проектокодекс → кодекс), който е предложен (иницииран) на (в) законодателния орган или на референдум на суверена за приемането (отхвърлянето) му, или съответно за одобрението му. Законопроектите могат да се инициират според Конституцията само от лица имащи право на законодателна инициатива, а такава имат всеки народен представител и Министерският съвет.
Според Закона за нормативните актове в България изработването на всеки законопроект се извършва при зачитане на принципите на обоснованост, стабилност, откритост и съгласуваност. Всеки законопроект с мотивите към него се публикува, за да бъде подложен на обществено обсъждане за предложения и становища по него от суверена. Законопроектите предложени от изпълнителната власт предварително се съгласуват от органите, чиито правомощия са свързани с предмета на регулиране или които са задължени да го прилагат.
Мотивите към законопроекта задължително трябва да съдържат:
1. причините, които налагат приемането;
2. целите, които се поставят;
3. финансовите и други средства, необходими за прилагането на новата уредба;
4. очакваните резултати от прилагането, включително финансовите, ако има такива;
5. анализ за съответствие с правото на Европейския съюз.

Законопроект без мотиви или без задължителен реквизит не се подлага на обсъждане, съответно не може да бъде приет.

## Изготвяне на законопроекти
Изготвянето на всеки законопроект обхваща следната правна процедура:
1. изготвяне на първоначален проект;
2. обсъждане на проекта;
3. изготвяне на втори или следващ проект, когато се налагат съществени изменения на първоначалния (последващия) проект. Тридесет и деветото народно събрание на основание собствения си Правилник за организацията и дейността създава Консултативен съвет по законодателството.[1]

Всеки законопроект се съгласува и обсъжда със заинтересованите министерства, ведомства или обществени организации. Процесът по законодателстване в България се подпомага от Съвет по законодателството, специализирана дирекция в Министерство на правосъдието. За всеки законопроект се образува досие, което се съхранява от органа издал нормативния акт.